# Leichtathletik-Afrikameisterschaften 2020
Die 22. Leichtathletik-Afrikameisterschaften (französisch 22èmes Championnats d’Afrique d’Athlétisme Seniors) waren ursprünglich für den 24. bis zum 28. Juni 2020 im Stade 5 Juillet 1962 der algerischen Hauptstadt Algier anberaumt.
Wegen der Covid-19-Pandemie sollten sie dann knapp ein Jahr später vom 1. bis 5. Juni 2021 in dem renovierten Stade olympique d’Oran der algerischen Mittelmeerstadt Oran ausgetragen werden. Damit hätten die Kontinentalmeisterschaften zum dritten Mal nach 1988 in Annaba und 2000 in Algier in dem nordafrikanischen Land stattgefunden. Von Oran wurden sie zunächst wieder auf den 22. bis 26. Juni nach Algier zurückverlegt und schließlich Mitte Mai 2021 wegen der angespannten Pandemielage von den algerischen Behörden nicht autorisiert und der Afrikanische Leichtathletikverband Confédération africaine d'athlétisme (CAA) gebeten einen anderen Ausrichter zu finden, um die Meisterschaften zu retten. Sie sollten dann vom 23. bis 27. Juni 2021 im Teslim-Balogun-Stadion in Surulere in der Nähe der nigerianischen Stadt Lagos ausgetragen werden, womit Nigeria nach 2018 in Asaba und 1989 in Lagos zum dritten Mal die Afrikameisterschaften ausgerichtet hätte. Aber auch Nigeria musste zurückziehen, da die Wissenschaftliche Kommission aufgrund der Pandemielage keine Genehmigung für die Ausrichtung eines so großen Wettbewerbes erteilt hatte.
Die Meisterschaften wurden vom CAA schließlich komplett abgesagt, womit den afrikanischen Athleten und Athletinnen ohne erbrachte Qualifikation für die Olympischen Spiele in Tokio weniger als 50 Tage Zeit blieb diese etwa bei internationalen Treffen nachzuholen.